# Pelhřimov (rybník)
Rybník Pelhřimov (Pelhřimák) leží na pomezí okresů Pelhřimov a Havlíčkův Brod. Nachází se asi 2 km jihovýchodně od Lipnice nad Sázavou a asi 900 metrů od obce Bratroňov. Rozloha rybníka je 7 ha, ale někde se udává i 6,5 ha. Na západě od rybníka se rozprostírají Orlovské lesy. Po hrázi vede cesta od silnice III/34765 k osadě Loskoty. Zhruba v polovině hráze se nachází stavidlo.

## Vodní režim
Rybník je napájen Křivoláčským potokem z jihozápadní strany, na severovýchodní straně zase z rybníka vytéká a směřuje k menšímu rybníku Smetanovec. Na severu do rybníka také ústí jeden malý bezejmenný tok.
Celkový objem rybníka Vc je 54 000 m3 a retenční objem pak Vr je 32 500 m3.

## Využití
Rybník je využíván především k rekreačním účelům. Bývá v něm ale zhoršená kvalita vody, vyskytují se v něm v letních měsicích ve větší míře sinice. V blízkosti rybníka je chatová osada. Na severním břehu se nachází malá travnatá pláž.

## Zajímavosti
- Wolkerův památník
- Křížek u silnice do Bratroňova
- Cyklotrasy a turistické trasy

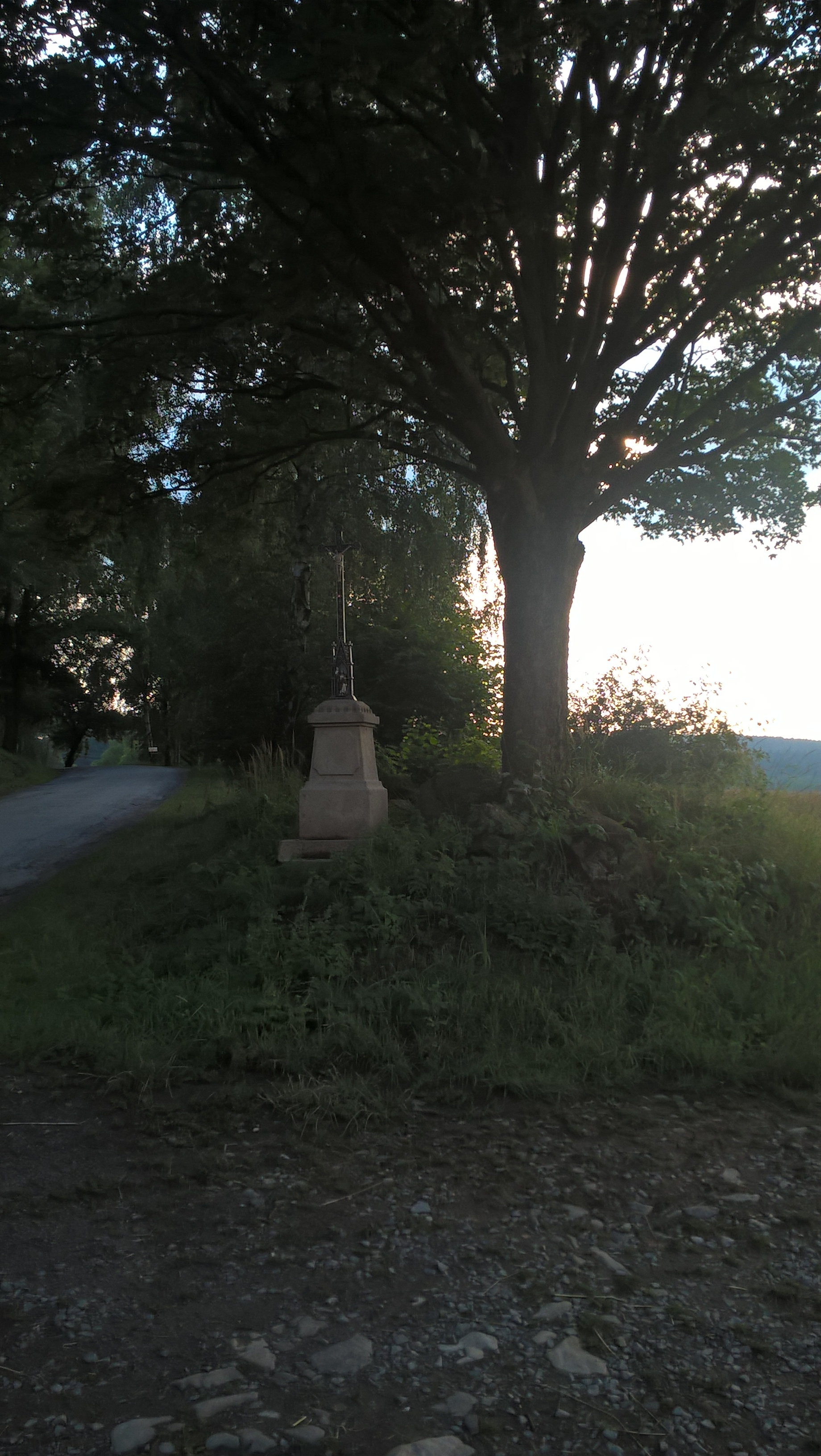
křížek u silnice do Bratroňova